# Enrique Peñaranda
Enrique Peñaranda del Castillo (Chuchulaya, Bolivia, 15 de noviembre de 1892-Madrid, España, 22 de diciembre de 1969) fue un militar y político boliviano. Fungió como presidente de Bolivia desde el 15 de abril de 1940 hasta su caída del 20 de diciembre de 1943. Como militar participó de la guerra del Chaco llegando a ser comandante en jefe del Ejército boliviano.

## Biografía
Enrique Peñaranda nació el 15 de noviembre de 1892 en la Hacienda Porobaya del cantón Chuchulaya (actual municipio de Sorata) ubicado en la provincia de Larecaja del departamento de La Paz. Sus padres fueron Teodosio Peñaranda y María del Castillo. Enrique Peñaranda comenzó sus estudios escolares en 1897 saliendo bachiller el año 1906 en su localidad natal.
Continuo con sus estudios profesionales, ingresando en 1907 al Colegio Militar del Ejército (COLMIL), egresando de esa manera con el grado de subteniente el año 1910.
Durante su carrera militar, Peñaranda ascendió en 1915 al grado de teniente y en 1920 al grado de capitán. En 1921, se desempeñó como  jefe de batallón en el Regimiento de Infantería 3 "Perez".
En 1924, asciende al grado de mayor, en 1928 a teniente coronel y finalmente el año 1932 ascendió al grado de coronel.
Durante la Guerra del Chaco (1932-1935), Enrique Peñaranda fue comandante de la cuarta división del Ejército de Bolivia. Actuó en el incidente de la laguna Pitiantuta o también llamada Laguna Chuquisaca. Participó  en las batallas de Corrales, Toledo y Boquerón, así como también en el ataque boliviano a Nanawa.
Pero su participación en la guerra comenzaría a brillar en el cerco a Campo Vía. Cuando en diciembre de 1933, el Ejército Paraguayo empezó a rodear y cercar a más de 11 000 bolivianos, pero el destacamento de Enrique Peñaranda pudo romper una parte del cerco y lograr escapar, salvando por lo menos a unos 3 500 soldados, evitando de esa manera que caigan prisioneros por los paraguayos. Esta acción, lo convertiría a Peñaranda en un héroe ante la opinión pública de la población.

## Participación en la Guerra del Chaco
- Incidente en la laguna Pitiantuta

El 19 de junio de 1932, estando a cargo como interino de la 4.ª División ubicada en el fortín Muñoz, aceptó firmar una "representación" (petición) escrita por el general Filiberto Osorio sabiendo que contenía datos falsos para engañar al presidente Daniel Salamanca con vista a mantener la ocupación de la laguna Pitiantuta o Chuquisaca. Años después intentó justificarse diciendo que lo había hecho debido a la "presión moral sofocante" de sus superiores.
- Batalla de Boquerón

Comenzada la guerra comandó el Destacamento Peñaranda. Desde el 11 hasta el 28 de septiembre intentó quebrar la resistencia paraguaya en las zonas lindantes con los fortines Yujra y Ramírez para llevar ayuda al cercado fortín Boquerón.
Luego de la caída de Boquerón reemplazó al coronel Francisco Peña como comandante de la 4.ª División y dirigió la retirada del ejército boliviano hacia Saavedra abandonando diversos fortines entre ellos el importante y estratégico fortín Arce.
- Ascenso a jefe del ejército boliviano

Fue aclamado como un héroe por romper el cerco Campo Vía, propaganda que hizo el gobierno de Daniel Salamanca para distraer la atención por la derrota en esa batalla. El teniente coronel Toro se apresuró a obtener de Kundt su última orden, nombrar a Peñaranda como sucesor. Se adelantó así a los ministros Quiroga y Benavides que traían al general Lanza como candidato.  Salamanca destituyó al general Kundt y lo reemplazó por Peñaranda creyendo que había logrado romper el cerco paraguayo. Peñaranda nunca aclaró esa situación. Y así, un regular comandante de regimiento, fue ascendido a general de Brigada y nombrado Comandante del Ejército Boliviano;  Peñaranda se cuidó en aclarar que sus fuerzas no estaban dentro del cerco. 

Careciendo de un punto de vista estratégico propio, y engañoso casi por omisión en sus relaciones civil-militares, Peñaranda era una misteriosa mezcla de «camaradería de rancho» (que le daba acceso a las sugerencias de los subordinados) y de intolerancia cuartelera cuando estaba irritado (complicando así sus relaciones con Salamanca (Dunkerley, 1987, p. 223)

El general Peñaranda continúa siendo el hombre sin carácter ni iniciativa propia. Esta impresión se ha hecho conciencia en el ejército y nadie la disimula.
Presidente Salamanca (Querejazu Calvo, 1981)

- Relación con el presidente Daniel Salamanca

Como comandante del ejército, Peñaranda mantuvo un permanente conflicto con el anciano y exigente presidente Daniel Salamanca (1931-1934), que desconfiaba de los militares y de su capacidad profesional para lograr la victoria en la guerra. Uno de los puntos de roce era la cuestión de los nombramientos y ascensos, pues Peñaranda creía que se trataba de una cuestión interna, puramente militar, mientras que el presidente insistía en que, constitucionalmente, era parte de sus prerrogativas como Capitán General. Cuando el reciente nombrado general Peñaranda intentó nombrar como jefe de Estado Mayor al coronel David Toro se opusieron algunos jefes militares. Esto motivó una severa advertencia del Salamanca:

"Está usted al borde de una rebelión militar frente al enemigo extranjero. Reflexione bien y deténgase a tiempo [...] Su deber es cumplir la orden que le he reiterado ya cuatro veces y que ahora le reitero por quinta vez".
Presidente Salamanca al general Peñaranda (Dunkerley, 1987, p. 224)

En noviembre de 1934, tras la pérdida de dos poderosas Divisiones en la batalla de El Carmen y la retirada del ejército hacia Villa Montes abandonando el poderoso fortín Ballivian, símbolo de la presencia boliviana en el Chaco, Salamanca decidió sustituir a Peñaranda por un nuevo comandante.  Esto provocó un golpe de Estado encabezado por el propio Peñaranda, el coronel David Toro y su protegido, el mayor Germán Busch, todos futuros presidentes de Bolivia. Los militares acordaron que el vicepresidente José Luis Tejada asumiera el cargo. Este motin, realizado a pocos kilómetros del enemigo, se conoce como el "Corralito de Villamontes".

"Tropas al mando del mayor Germán Bush cercaron el chalet de la casa Staudt donde se había alojado el presidente Salamanca. En medio del mayor aparato de fuerza se apresó al presidente y capitán general del Ejército [...] quien no tenía siquiera una pequeña escolta".
(Urioste, 1940, p. 137)

"De todas las revoluciones o golpes de Estado en Bolivia, esta fue una de las más grotescas. Se extrajeron tropas de las trincheras y en plena zona de operaciones, a doce kilómetros del enemigo, los principales jefes hicieron apuntar cañones a la residencia donde se alojaba el envejecido jefe del gobierno, la rodearon de soldados armados con fusiles y ametralladoras, y con actitudes valentonas, incitadas en algunos de ellos por el alcohol libado durante la noche de vigilia, aprisionaron a su víctima y más tarde le exigieron su renuncia. Salamanca firmó el documento casi gozoso de que los militares, a quienes nunca había estimado y a quienes culpaba de los desastres de la guerra, quitasen de sus espaldas una cruz que se le había hecho demasiado pesada y se condenasen a sí mismos ante el juicio de la historia, con un acto que por el lugar y las circunstancias en que se producía tenía las características de una traición a la Patria".
Historiador boliviano Querejazu Calvo (1977, p. 185)

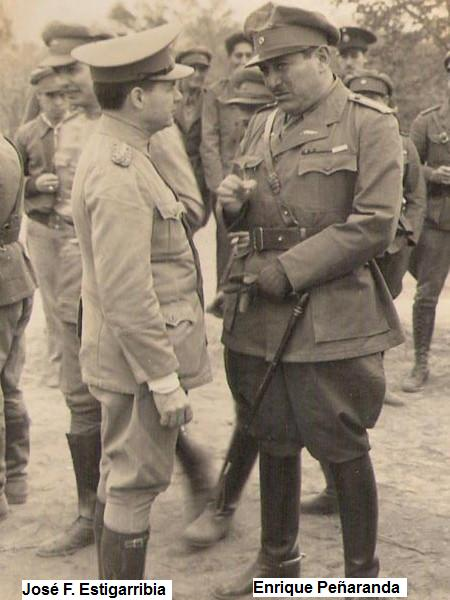
Reunión en Puesto Merino de los comandantes en jefe de ambos ejércitos después del armisticio, 18 de julio de 1935).

Ya antes de finalizar la guerra, Peñaranda fue opacado por Toro y Busch, sus más jóvenes e izquierdistas colegas que más tarde se hicieron cargo del gobierno (1936-39).

## Carrera política
Después de la muerte de Busch (no se ha demostrado fehacientemente que se hubiera tratado de un suicidio) en 1939, las fuerzas conservadoras se reimpusieron y, temerosas del creciente poder de los nuevos partidos reformistas que querían desmantelar el orden existente, decidieron unirse en un pacto llamado la Concordancia. La Concordancia proclamó al general Peñaranda como su candidato y este ganó en elecciones en ese momento consideradas por algunos como fraudulentas. La candidatura comunista del PIR, encabezada por José Antonio Arze, obtuvo un mínimo de votos.
El gobierno de Peñaranda tuvo que hacer frente a grandes dificultades y estuvo marcado por la represión. El Presidente no contaba con una mayoría en el Congreso, y debió enfrentar la desconfianza de muchos miembros de su propia coalición, por no hablar de las fuerzas de la izquierda reformista. Las condiciones económicas continuaron deteriorándose a lo largo de su mandato, lo que provocó una serie de grandes huelgas que, a su vez, llevaron al gobierno a tomar medidas extra-constitucionales para restablecer el orden. La matanza en Catavi de mineros que protestaban contra la firma Patiño Mines, en diciembre de 1942, empañó aún más la administración Peñaranda. En el ámbito internacional, el general se alineó firmemente del lado de Estados Unidos en la Segunda Guerra Mundial, aceptando misiones militares y ayuda a cambio del apoyo incondicional al esfuerzo aliado: Bolivia entró formalmente en el conflicto después del ataque japonés a Pearl Harbor, en diciembre de 1941, y el gobierno de Peñaranda sostuvo que las huelgas en tiempos de guerra representaban una interrupción inaceptable de la producción boliviana con destino a los Estados Unidos (estos adquirían el estaño, el wolframio y la quinina de Bolivia a precios fijos y relativamente favorables).
Sin embargo, la situación interna resultó difícil de controlar, a pesar de la popularidad del gobierno en Washington, y Peñaranda fue derrocado en 1943 por un golpe de Estado dirigido por jóvenes oficiales reformistas del ejército al mando del mayor Gualberto Villarroel.
Durante la gestión de Peñaranda se fundó en Oruro el Colegio Secundario Juan Misael Saracho, se inauguró el local de la Escuela Militar de Irpavi y se creó la Corporación Boliviana de Fomento.
Tras su derrocamiento, Peñaranda partió al exilió y sólo retorno a la caída del gobierno de Villaroel, retirándose a su propiedad de Chuchulaya. Nunca volvió a participar en la política boliviana. Encontrándose en España por razones de salud, falleció en Madrid el 22 de diciembre de 1969.

## Datos estadísticos

### Demografía
| Población de Bolivia durante el gobierno de Enrique Peñaranda | Población de Bolivia durante el gobierno de Enrique Peñaranda |
| Año                                                           | Habitantes                                                    |
| ------------------------------------------------------------- | ------------------------------------------------------------- |
| 1940                                                          | 2 516 622                                                     |
| 1941                                                          | 2 535 376                                                     |
| 1942                                                          | 2 554 131                                                     |
| 1943                                                          | 2 572 885                                                     |